# 서울지방국세청 정보화센터
서울지방국세청 정보화센터는 국세행정의 효율적 처리를 위한 전산업무를 통합하여 설립된 대한민국 국세청 서울지방국세청 소속기관으로 대구지방국세청, 광주지방국세청, 대전지방국세청, 부산지방국세청에 이은 5번째로 114명 총원으로 설립되었다. 서울특별시 서대문구 대현동에 위치해 있다.

## 주요 업무
- 신고서 입력 및 오류 정정 등 전산 입력 업무 통합 관리

## 같이 보기
- 부산지방국세청 정보화센터
- 광주지방국세청 정보화센터
- 대전지방국세청 정보화센터
- 대구지방국세청 정보화센터